# 班·席茲
班·席茲（Ben M. Sheets，1978年7月18日—）出生於美國路易斯安那州巴頓魯治，是一位已退休的美國職棒大聯盟投手，曾效力於密爾瓦基釀酒人、奧克蘭運動家及亞特蘭大勇士。他目前住在德州 Highland Park  。席茲擁有時速在94－98英哩（151－158公里）的四縫線快速球，一個時速80－83英哩（129－134公里），大幅度且銳利的曲球以及時速70多英哩的變速球。他對於這三種球路有優秀的控制能力，因此在過去幾個球季一直有著出色的三振－保送比。
他與妻子 Julie 有兩個兒子 Seaver 與 Miller。
席茲也是美國冰球聯盟密爾瓦基海軍上將的股東之一。

## 大學
席茲高中畢業於 St. Amant High School，之後獲得棒球獎學金前往東北路易斯安那大學（現今的路易斯安那大學門羅分校）就讀。他曾在一場對上路易斯安那理工大學的比賽中投出20次三振。

## 小聯盟
1999年，席茲在第一輪第10順位被釀酒人選中，成為新人聯盟中的先鋒聯盟奧格登暴龍的成員。在8月2日面對愛德荷瀑布鵪鶉的比賽中，席茲在五局中投出了8次三振，只被擊出1支安打。8月9日，他升上了小聯盟高階1A所屬加利福尼亞聯盟的史塔克頓港口。這一年他先發的7場比賽中，他平均的奪三振率高達10.09。

## 奧運
2000年，席茲成為2000年雪梨奧運美國棒球代表隊的一員。他主投22局，送出11次三振，1次保送，被擊出11支安打。在金牌戰面對古巴隊，只被擊出3支安打，整場比賽只讓一位跑者站上二壘。這場比賽席茲送出5次三振，沒有保送，27個出局數中有16位打者是滾地球出局，最後他完投9局，以4比0完封對手。

## 大聯盟
2001年，席茲成為釀酒人的先發一員，那年成績是11勝10敗，防禦率4.76。2004年，他展現出了優秀的三振能力，共投出了264次三振，當年僅次於藍迪·強森與尤漢·山塔納。相較於前三季防禦率都超過4，這年的席茲防禦率僅有2.70，WHIP 0.98，分別在全聯盟排名第四及第三，在國家聯盟中兩項都排名第一。更驚人的是，他只投出了32次保送，讓他的三振保送比超過8:1，全大聯盟第一。雖然成績出色，但因隊友的火力支援不足，只拿下了12勝14敗的成績。這個球季他在賽揚獎投票中獲得第8名。
2004年，由於身體狀況良好，他的快速球球速可達每小時96~98英哩。席茲在2003年罹患了腰椎間盤突出，然而2004年情況已改善許多。2004年5月16日，席茲在面對亞特蘭大勇士的比賽中投出18次三振。2004年6月13日與休士頓太空人的比賽，他在第三局只用了9球就三振三名打者，但最後以5比4落敗。席茲也是有史以來國家聯盟第26位，大聯盟第35位在一局內只用9球就送出三次三振的投手。
從那之後席茲就一直為傷所苦。2005年，席茲因內耳炎而導致暈眩與失去平衡等症狀，被球隊放入傷兵名單。2006年開季曾短暫進入傷兵名單，但很快地因肩部肌腱發炎又再度進入傷兵名單。席茲直到明星賽後兩週才回到先發輪值。在面對匹茲堡海盜的比賽，他主投7局未失分。第二場比賽面對辛辛那提紅人，席茲一直到第9局才因肯·小葛瑞菲轟出的兩分全壘打而失分。
2007年4月2日，席茲在球季開幕戰面對洛杉磯道奇，主投9局只有兩人上到壘包，差點演出完全比賽。 （页面存档备份，存于） 然而這球季他又再度進入傷兵名單。8月，他因腳筋拉傷而提前結束球季。
2008年開幕戰，席茲先發主投以4比3力克芝加哥小熊。這場比賽他擔任先發第八棒，是釀酒人有史以來第一位不是擔任第九棒的投手。  2局下半，福留孝介從他手中擊出在大聯盟的第一支安打。2008年球季的第二場先發，他投出了個人第二次完封比賽，以7比0擊敗舊金山巨人，共被打出5支安打，送出8次三振。2008年7月9日，他連續三振前6位打者，整場共投出11次三振，是他個人單場第八高的三振紀錄。   
2008年7月14日，聯盟宣布他成為國家聯盟在明星賽的先發投手。這是他第四度參加明星賽，也是釀酒人第一位在明星賽擔任先發投手的球員。這也將是他第一次站上洋基球場。在2008年明星賽，席茲先發兩局被擊出1支安打，送出2次保送，3次三振，沒有失分。
2008年10月30日，席茲宣佈投入自由球員市場。
2010年1月26日，席茲和奧克蘭運動家簽下1年1000萬美金(包含激起獎金)的合約。

## 外部連結
- 球員資訊和成績在MLB，ESPN，Baseball-Reference，Fangraphs，The Baseball Cube（英文）
- 描述席茲在2003年到2004年的進步表現 （页面存档备份，存于）

| 奖项与成就       | 奖项与成就                     | 奖项与成就             |
| ---------------- | ------------------------------ | ---------------------- |
| 前任： 傑克·皮維 | 國家聯盟單月最佳投手 2007年6月 | 繼任： 卡洛斯·桑布拉诺 |
| 前任： 傑克·皮維 | 國家聯盟明星賽先發投手 2008年  | 繼任： 蒂姆·林斯肯     |